# 셈여림표
음악에서 셈여림표 또는 셈여림말(영어: dynamics, dynamic marks)은 곡의 일부분 또는 특정한 음에 붙여서 음의 세기와 그 변화를 지시하는 것을 말한다. 셈여림을 지시하는 말이 쓰이기 시작한 것은 17세기 초부터인데, 그 후 그 말의 머리글자나 약어가 쓰이게 되었다. 그리하여 앞의 것을 셈여림말, 뒤의 것을 셈여림표라고 불러 구별한다. 모국어로도 셈여림말을 쓰지만, 이탈리아어로 쓰는 셈여림말이 가장 일반적이다.

## 셈여림표

### 곡의 일부 또는 한음의 셈여림을 나타내는 것
| 표기 | 이탈리아어   | 뜻          |
| ---- | ------------ | ----------- |
| ppp  | 피아니시시모 | 아주 약하게 |
| pp   | 피아니시모   | 매우 약하게 |
| p    | 피아노       | 약하게      |
| mp   | 메조피아노   | 조금 약하게 |
| mf   | 메조포르테   | 조금 강하게 |
| f    | 포르테       | 강하게      |
| ff   | 포르티시모   | 매우 강하게 |
| fff  | 포르티시시모 | 아주 강하게 |

### 특정한 음만의 셈여림을 나타내는 것
| 표기   | 이탈리아어   | 뜻                          |
| ------ | ------------ | --------------------------- |
| fp     | 포르테피아노 | 강하게 그리고 이어서 약하게 |
| sf     | 스포르찬도   | 그 음만을 강하게            |
| sfz    | 스포르찬도   | 그 음만을 강하게            |
| fz     | 포르찬도     | 그 음만을 강하게            |
| rf     | 린포르찬도   | 그 음만을 강하게            |
| rfz.   | 린포르찬도   | 그 음만을 강하게            |
| rinf.  | 린포르찬도   | 그 음만을 강하게            |
| 악센트 | 악센트       | 그 음만을 특히 강하게       |
| 악센트 | 악센트       | 그 음만을 특히 강하게       |

### 이 나타냄말이 붙은 부분의 개개의 음을 세게 연주할 것을 나타내는 것
| 표기       | 이탈리아어 | 뜻                                    |
| ---------- | ---------- | ------------------------------------- |
| accentato  | 아첸타토   | 악센트를 붙여서                       |
| marcato    | 마르카토   | 한음한음을 똑똑하게 떼어서            |
| martellato | 마르텔라토 | 망치로 치듯이 한음 한음에 힘을 주어서 |
| staccato   | 스타카토   | 음의 길이를 반으로 끊어서             |

### 셈여림의 순차적 변화를 나타내는 것

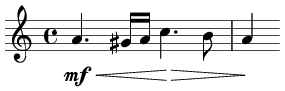
크레셴도와 데크레셴도의 보표예

| 표기          | 이탈리아어             | 뜻          |
| ------------- | ---------------------- | ----------- |
| cresc.        | 크레셴도               | 점점 세게   |
| decresc. dim. | 데크레셴도, 디미누엔도 | 점점 약하게 |

## 특별한 경우
ffff
차이코프스키의 교향곡 제5번의 4악장에서, 그리고 《1812년 서곡》에서 이 기호가 등장한다.
구스타브 홀스트의 《행성》에서, 〈화성〉과 〈천왕성〉에서 각각 한 번씩 나왔다.
이고르 스트라빈스키의 《불새》 마지막 부분에서도 등장한다.
파울 힌데미트의 비올라 소나타 Op. 11 No. 4 3악장 맨 끝에서 이 기호가 등장한다.
푸르트벵글러의 교향곡 제2번 4악장 제시부의 후반부에 나온다.
라흐마니노프의 악흥의 한때 4번과 6번, 그리고 전주곡 op.3 no.2에서 등장한다. 4번에서는 
sffff도 등장한다.
아믈랭의 에튀드 3번과 9번, 12번에서 등장한다. 셋 다 마지막 부분에서 나오는데, 세 곡 모두 강렬하게 끝내기 위함으로 보인다.
그리그의 피아노 협주곡 중 카덴차 부분에서 나온다.
프란츠 리스트 판타지 el contrabandista 마지막 부분에 등장한다.
조르주 비제의 L’Arlesienne Suite No.2 4악장의 마지막 부분에 등장한다
　
fffff
쇼스타코비치의 교향곡 제4번에 나타난다.
푸르트벵글러의 교향곡 제2번 4악장 발전부의 클라이맥스에 나온다.
올리비에 메시앙이 작곡한 오르간곡인 '영원한 교회의 발현'의 클라이맥스에서 나온다.
말러 교향곡 제7번 3악장에서 현악 저음역에게 이 기호대로 연주하라고 요구했다. 거기에다 말러는 "현이 나무 몸체에 닿을 만큼 강하고 거칠게 연주할 것"이라고 적었다.
5.18 민주화운동을 소재로 한 윤이상의 관현악곡 '광주여 영원히!'에서도 항쟁 진압의 아비규환을 묘사하는 1부 후반에서 등장한다.
이삭 알베니스의 이베리아 모음곡 제3번 '세비야의 성체제'에서는 ffff, fffff가 등장하며 
pppp, ppppp도 있다.
ƒƒƒƒƒ
　
fffffff
죄르지 리게티(György Ligeti)가 자신의 연습곡 13번 《악마의 계단》(L'escalier du diable)에서 이 기호를 포함시켰다. 그 뒷부분에는 이 기호 뒤에 f 표시가 두 개가 더 붙기도 한다.(…)
　
ffffffff
율리우스 푸치크(Julius Fučík)의 《플로렌스의 행진》(Florentine march)에 등장한다. 이 곡은 영화 《브래스드 오프》(Brassed Off)에서도 나온다.
상술했듯이, 위의 리게티의 같은 작품과 연습곡 14번 《무한의 기둥》(Columna infinită)에서 등장.
ffffffffffff
요정의 아리아와 죽음의 왈츠에서 나온다.
　
pppp
주세페 베르디의 《오셀로》의 〈Era la notte〉에서 등장.
차이코프스키 《계절》의 10월(가을 노래)의 끝에도 등장한다.
라흐마니노프 세레나데 op.3 no.5에서도 등장한다.
ppppp
카를 닐센(Carl Nielsen)의 교향곡 제5번 2악장에서 목관악기 파트에 제시되었다.
　
pppppp
상술한 윤이상의 '광주여 영원히!'2부에서 등장한다.
현대음악가 조지 크럼의 피아노 독주곡 "대우주"(Makrokosmos) 24악장 "Agnus Dei"에서 이 셈여림을 지시하면서, "믿을 수 없을 만큼 작게, 침묵을 간신히 넘길 만큼"이라고 표기하였다.
　
pppppppp
리게티의 연습곡 9번 《현기증》(Vertige)의 마지막 부분에 등장한다.